# 刘大煜
刘大煜（1906年—1982年），男，江西赣县人，中华人民共和国军事人物，中国人民解放军少将，曾任中国人民解放军后勤学院政治部副主任。